# Mélanie Berger-Volle
Mélanie Berger-Volle, née le 8 octobre 1921 à Vienne (Autriche). Franco-autrichienne, couturière, fut militante trotskiste contre l'austrofascisme autrichien et résistante française. Elle est aussi témoin de son temps.

## Biographie
Mélanie Berger est née dans une famille juive à Vienne-Leopoldstadt. Après avoir achevé sa scolarité au collège, elle a appris le métier de corsetière dans le cadre de son apprentissage de couturière. Elle dit avoir développé une pensée politique à partir de l'âge 13 ans. Socialisée politiquement dans le mouvement ouvrier, elle a, dès l'âge de 15 ans, participé à des activités illégales pendant l'austrofascisme. Elle a adhéré pendant sa scolarité au parti des Socialistes révolutionnaires d'Autriche (RSÖ). Les membres de ce parti interdit se retrouvaient sur une plage naturiste de la Lobau. Elle raconte dans une interview que c'est là qu'elle a commencé, nue, ses premières discussions politiques. Elle adhéra peu après  à l'organisation internationaliste et antistalinienne des Communistes révolutionnaires d'Autriche (RKÖ).
En mai 1938, menacée d'emprisonnement en tant que juive et communiste après l'Anschluss, elle traversa l'Allemagne en autostop  pour se  rendre  en Belgique, à Anvers où elle séjourna illégalement. Elle passa en France avec des amis début 1939 parmi  les travailleurs frontaliers, vêtue en homme. A Paris, elle fut tout d'abord protégée par son nom aussi français qu'allemand et obtint même une autorisation de séjour convoitée. Au début de la Seconde Guerre mondiale, elle fut toutefois poursuivie comme les autres antifascistes en tant qu'ennemie étrangère et transférée  à Clermont-Ferrand. Elle devait partir de là en train pour être internée au camp de Gurs. Mais elle réussit à échapper à l'incarcération et trouva un travail comme bonne chez un avocat. Elle put ainsi échapper provisoirement à la détention.
Tandis que ses amis  étaient détenus aux Milles, elle réussit à maintenir les liens du groupe RKÖ avec ses bases à Anvers, Les Milles, Londres, Zürich et New York. Pour échapper à la  Wehrmacht, elle se rendit dans le sud de la France à Montauban. Elle distribua aux soldats allemands des tracts anti-hitlériens.

Le 26 janvier 1942, elle fut arrêtée par la police de Toulouse au 3 quai Docteur-Laffargue et conduite au commissariat de Montauban où elle fut interrogée, battue et ensuite transférée a la prison Saint-Michel à Toulouse. Le 18 décembre 1942, elle fut condamnée par la cour d'appel de Toulouse à 15 ans de travaux forcés et à 20 ans d'interdiction de séjour pour "activités communistes et anarchistes" et pour diffusion, dans un but de propagande, de tracts de nature à nuire à l’intérêt national. Après son procès, elle est transférée à la prison des Baumettes à Marseille, où elle sera incarcérée avec trois autres femmes, Jeanne Katzenstein, Madeleine Goetzmann et Margot Usclat. La situation d'"Anna" ou de "Nelly", les pseudonymes de Mélanie Berger dans la Résistance, devint dangereuse car la Gestapo recherchait depuis 1943 les prisonniers politiques dans les prisons du régime de Vichy. Après avoir été transférée en octobre 1943 à l'hôpital-prison pour être soignée d'une jaunisse aiguë, elle put être libérée lors d'une action spectaculaire par des membres de son groupe auxquels s'était joint un soldat en uniforme de la Wehrmacht qui voulait déserter et qui avait pu être convaincu de participer à cette action. Ils  vinrent la chercher pour un interrogatoire avec de faux papiers de la Gestapo. Mélanie Berger avait pu auparavant expliquer clandestinement depuis l'hôpital comment elle pouvait être délivrée. 
“Nous étions un groupe autrichien, dans lequel il y avait aussi des Allemands. Nous avons publié des textes en allemand qui expliquaient aux soldats, ce qu'était le national-socialisme. Ce n'était bien sûr pas un travail facile car nous avons perdu ainsi de très nombreux amis, mais nous en avons aussi gagné de nouveaux. Il y avait parmi eux un soldat qui a aidé à venir me chercher en prison."
– Interview en 2013 de Mélanie Berger-Volle  .
Désormais libre, elle se réfugia à Lyon pour reprendre son combat, prit contact avec la résistance française et poursuivit son engagement dans la Résistance avec de faux papiers et sous divers noms. En 1944, elle sera à nouveau interpellée à Paris juste avant la Libération.
À la fin de la Seconde Guerre mondiale, elle vécut à Paris et devint citoyenne française en 1947. Lors d'une visite à ses parents en Autriche, elle fit la connaissance du journaliste français Lucien Volle, son futur mari. Volle avait eu des responsabilités dans la Résistance et était connu sous le nom de "Capitaine Lulu" dans le groupe de résistance "Lafayette" en Haute-Loire. Après avoir vécu 10 ans à Vienne, le couple retourna en France, à Drancy.
Mélanie Berger-Volle a travaillé pour la municipalité de Drancy. Son mari et elle se sont engagés dans différentes associations d'anciens résistants comme l'ANACR (Association nationale des anciens combattants de la Résistance). À la retraite, le couple déménagea en Haute-Loire et se consacra ensemble au travail de mémoire jusqu'à la mort de Lucien Volle, le 4 août 2012. En dépit de son grand âge, elle continue à témoigner dans les écoles.
Elle a reçu toutes les distinctions honorifiques de la Résistance ainsi que la Médaille des évadés ; elle est chevalier des Palmes académiques et de l’ordre national du Mérite. Pour son inlassable travail de mémoire en tant que témoin de son époque, elle a été décorée de La Légion d'honneur le 13 juillet 2013 par le Président François Hollande. Le 19 juin 2015, l'ambassadrice d'Autriche Ursula Plassnik lui a remis le Mérite d'or de la République d'Autriche, attribué par le président autrichien Heinz Fischer, lors d'une cérémonie à l'ambassade d'Autriche à Paris.
Mélanie Berger-Volle vit à Saint-Étienne,.
.“ Enfant déjà, j'étais un peu rebelle. Je ne pouvais pas comprendre pourquoi il y avait des pauvres et des riches. Je ne pouvais pas comprendre qu'il y ait des gens qui se croient supérieurs parce qu'ils ont une autre couleur de peau ou une autre religion. Je n'ai jamais voulu le comprendre. J'ai toujours voulu changer le monde. Je veux toujours le changer mais malheureusement je ne le pourrai plus.
– Interview en 2013 de Mélanie Berger-Volle.

## Distinctions et honneurs

### Décorations nationales
- Chevalière de la Légion d'honneur (2013)
- Chevalière de l'ordre national du Mérite
- Chevalière de l'ordre des Palmes académiques
- Médaille des évadés
- Croix du combattant volontaire de la guerre de 1939–1945
- Croix du combattant volontaire de la Résistance
- Croix du combattant
- Médaille de la déportation pour faits de Résistance

### Décorations étrangères

#### Autriche
- Médaille d'Or de l'Ordre du Mérite d'Autriche (2015)